# Johannes Cuno (Humanist)

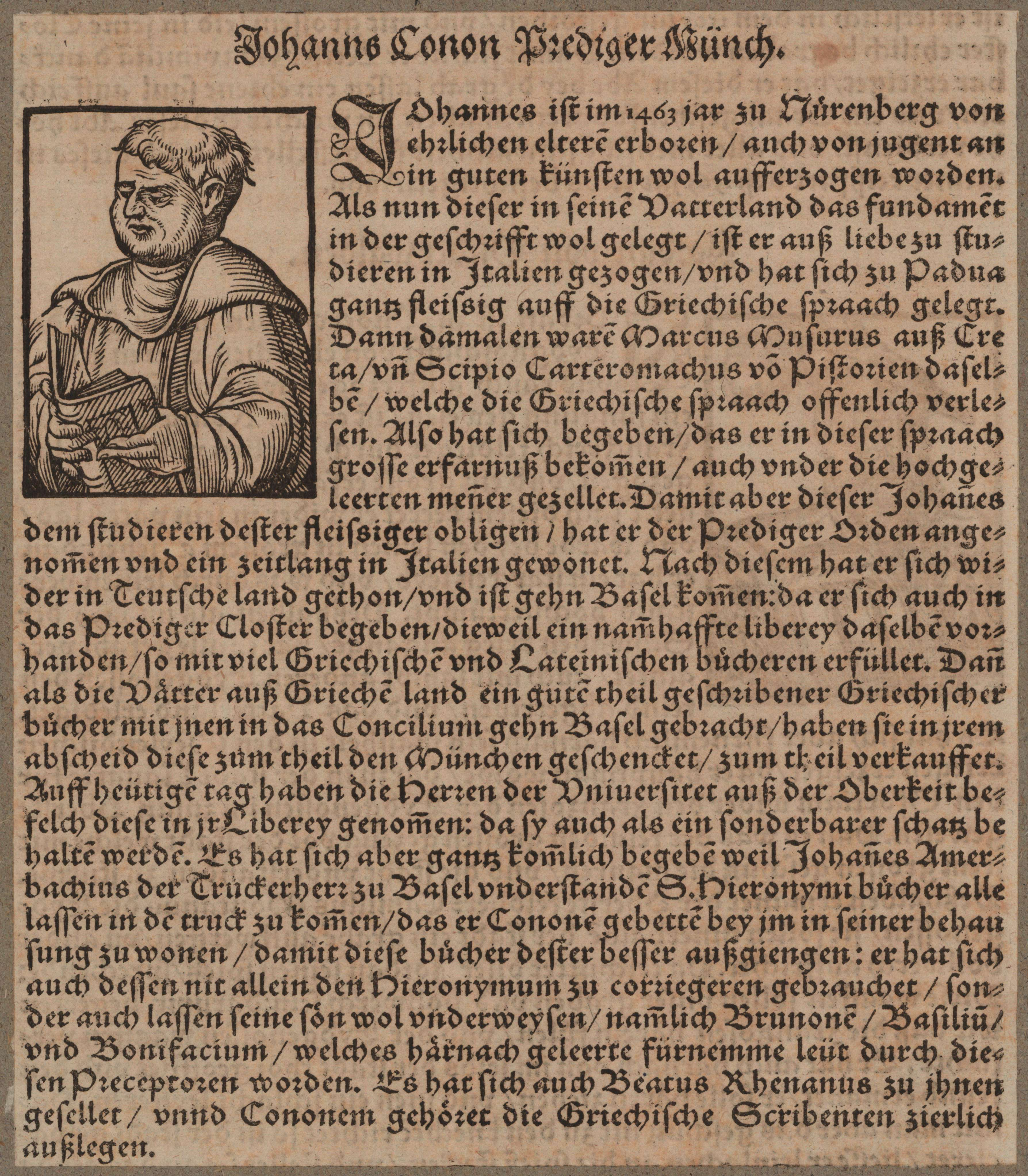
Johannes Cuno (zwischen 1500 und 1599)

Johannes Cuno (* etwa 1462/1463 in Nürnberg; † 21. Februar 1513 in Basel) war ein deutscher Dominikaner und Renaissance-Humanist.
Cuno stammte aus einfachen Verhältnissen und trat um 1480 in das Nürnberger Dominikaner-Kloster ein. Er begann ein Studium des Griechischen bei Willibald Pirckheimer, welches er von 1496 an bei Johannes Reuchlin in Heidelberg fortsetzte. Er verkehrte auch in dem Kreis von Humanisten um Johann III. von Dalberg, den Bischof von Worms. Um die Jahrhundertwende begab er sich nach Venedig. Dort machte er Bekanntschaft mit dem Drucker Aldus Manutius und dessen griechischem Mitarbeiter Markos Musuros. 1501 übernahm er einen Lehrauftrag im Dominikaner-Kloster von Liebenau bei Worms. 1504 war er wieder bei Aldus Manutius in Venedig. Dieser beauftragte ihn mit einer Gesandtschaft zum Kaiser Maximilian I. Von 1506 bis 1509 hörte er Vorlesungen des Markos Musuros an der Universität Padua. 1510 ließ Cuno sich in Basel nieder, wo er im Predigerkloster lebte. Er wurde Korrektor in der Druckerei von Johann Amerbach und unterrichtete dessen Söhne. Er gab darüber hinaus Griechischunterricht, an dem auch Beatus Rhenanus teilnahm. Ihm vertraute er seinen Nachlass an, den dieser später der Humanistenbibliothek in Schlettstadt vermachte.
Cunos Interesse richtete sich auf die Patristik. Daneben untersuchte er die Streitpunkte, welche die Kirchen des Westens und des Ostens voneinander trennten. Neben dem Unterricht betätigte er sich auch als Kopist, als Übersetzer aus dem Griechischen ins Lateinische und als Herausgeber. Neben der Arbeit an der Ausgabe des Hieronymus von Stridon im Verlag des Johann Amerbach übersetzte er mehrere Kirchenväter (Gregor von Nazianz, Gregor von Nyssa, Basileios der Große, Johannes Chrysostomos und die Abhandlung De natura hominis des Nemesios von Emesa, die seinerzeit Gregor von Nyssa zugeschrieben wurde).

## Schriften
- Divini Gregorij Nyssae Episcopi qui fuit frater Basilij Magni Libri Octo: I De Homine. II De Anima. III De Elementis. IIII De Viribus animae. V De volu[n]tario et inuolu[n]tario VI De Fato. VII De Libero arbitrio. VIII De Prouidentia. Schurerius, Argentorati 1512, (Digitalisat); (weiteres Digitalisat) der Bayerischen Staatsbibliothek; (Digitalisat) der Thüringer Universitäts- und Landesbibliothek Jena